# Motoki Nishihara
Motoki Nishihara (japanisch 西原 源樹 Nishihara Motoki; * 16. Dezember 2006 in der Präfektur Gunma) ist ein japanischer Fußballspieler.

## Karriere

### Verein
Motoki Nishihara erlernte das Fußballspielen in der Jugendmannschaft von Shimizu S-Pulse. Die erste Mannschaft von Shimizu spielt in der zweiten Liga, der J2 League. Sein Zweitligadebüt gab der Jugendspieler am 25. Februar 2024 (1. Spieltag) im Auswärtsspiel gegen Roasso Kumamoto. Bei dem 2:1-Auswärtserfolg wurde er in der 83. Minute für den Brasilianer Carlinhos Junior eingewechselt. In seiner ersten Spielzeit bestritt er 16 Zweitligaspiele. Am Ende der Saison 2024 feierte er die Meisterschaft und stieg in die erste Liga auf.

### Nationalmannschaft
Motoki Nishihara spielte 2023 einmal in der japanischen U17-Nationalmannschaft. Hier kam er am 6. September 2023 in einem Freundschaftsspiel gegen die U18-Mannschaft von Portugal zum Einsatz.

## Erfolge
Shimizu S-Pulse
- Japanischer Zweitligameister: 2024